# Єршовка (притока Омутної)
Єршо́вка (рос. Ершовка) — річка в Росії, протікає територією Удмуртії (Ярський район) та Кіровської області (Омутнінський район), права притока Омутної.
Бере початок на Верхньокамській височині в Удмуртії. Тече на північний захід та захід через ліси. Має декілька дрібних приток.
У середній течії збудовано автомобільний міст.